# Augustyn (Anisimow)
Augustyn, imię świeckie Anatolij Iwanowicz Anisimow (ur. 14 stycznia 1945) – rosyjski biskup prawosławny. 

## Życiorys
W 1977 ukończył w Moskwie studia prawnicze; pracował w zawodzie przez dziesięć lat, był w tym okresie żonaty. Od 1987 do 1991, bez składania ślubów mniszych, pracował w ławrze Troicko-Siergijewskiej, jako ekonom. W 1990 arcybiskup iwanowo-wozniesieński i kineszemski Ambroży wyświęcił go kolejno na diakona (22 maja) i kapłana (2 sierpnia). W 1991 został proboszczem parafii Kazańskiej Ikony Matki Bożej w Iwanowie. Od 1993 do 2007 służył w soborze Przemienienia Pańskiego w Iwanowie. Wykładał w miejscowym seminarium duchownym teologię zasadniczą, teologię dogmatyczną, prawo kanoniczne i misjologię. Pracował również w Prawosławnym Instytucie Teologicznym w Iwanowie jako wykładowca teologii zasadniczej. W latach 1995–2002 wykładał misjologię na kursach dla katechetów w Niżnym Nowogrodzie. Wykładał także na uniwersytecie w Iwanowie, na wydziale historycznym, przedmiot Fenomenologia religii.
5 września 1993 złożył przed arcybiskupem iwanowo-wozniesieńskim Ambroży wieczyste śluby mnisze, przyjmują imię Augustyn na cześć św. Augustyna z Hippony. W 1995 otrzymał godność igumena. W 2001 ukończył seminarium duchowne w Moskwie. Od 2007 zasiadał w komisji ds. kanonizacji przy eparchii iwanowo-wozniesieńskiej. Rok później za zgodą biskupa iwanowo-wozniesieńskiego i kineszemskiego Józefa przeszedł w jurysdykcję eparchii niżnonowogrodzkiej i arzamaskiej i w jej ramach podjął odbudowę monasteru św. Teodora w Gorodcu, którego przełożonym został w 2009. 
15 marca 2012 Święty Synod Rosyjskiego Kościoła Prawosławnego nominował go na biskupa gorodieckiego i wietłuskiego, pierwszego ordynariusza nowo powołanej eparchii. W związku z tą nominacją otrzymał trzy dni później godność archimandryty. Jego chirotonia biskupia odbyła się 8 kwietnia 2012 w soborze Chrystusa Zbawiciela w Moskwie z udziałem konsekratorów: patriarchy moskiewskiego i całej Rusi Cyryla, metropolitów krutickiego i kołomieńskiego Juwenaliusza, niżnonowogrodzkiego i arzamaskiego Jerzego, arcybiskupa witebskiego i orszańskiego Dymitra, biskupów dmitrowskiego Teofilakta, kemerowskiego i nowokuźnieckiego Arystarcha oraz sołniecznogorskiego Sergiusza.
24 sierpnia 2023 został przeniesiony w stan spoczynku w związku z ukończeniem 75 lat. Jako miejsce jego pobytu wyznaczono Niżny Nowogród.